# Наплата дуга
Наплата дуга је акциони филм из 1999. који је режирао Брајан Хелгеланд. Главне улоге играју: Мел Гибсон, Грег Хенри и Марија Бело.
Ово је римејк филма Мртва тачка са Ли Марвином, из 1967. године, редитеља Џон Бурмана.

## Радња
Прича филма почиње чињеницом да главни лик Портер долази к себи после тешке ране од ватреног оружја и операције. Једва стао на ноге, Портер почиње да трага за својим бившим партнером у злочину, Валом Ресником, и бившом женом Лин, која му дугује новац након пљачке. Пре неколико месеци, тројац је успео да опљачка кинеским дилерима дроге 140.000 долара, али је Портер остао без свог дела. Уместо 70 хиљада долара, добио је два метка у леђа од своје супруге, коју је подстицао Вал.
Потрага води Портера до моћне криминалне породице, где Резник тренутно ради. Портер проналази девојку на позив Роузи, за коју је као телохранитељ радио пола радног времена. Сада и она ради за „Синдикат“, а преко ње, после низа авантура и апсурда, налази Вала. Међутим, бивши саучесник није у стању да врати ни 140 ни 70 хиљада долара. Убијање Вала доноси Портеру мало задовољства.
Тврдоглави Портер схвата да је једина шанса да врати новац контактирање врха Синдиката. Шефови криминалне породице никако не могу да схвате – шта хоће од њих усамљени манијак, да ли њихова драгоцена пажња вреди 70 хиљада долара? Портер убија високог званичника Синдиката, али тиме не скреће пажњу на свој проблем. Тада је Портер приморан да украде сина шефа „Синдиката“ Бронсона да би био примећен. Коначно, Портер добија прилику да види свој новац. Међутим, Портер је киднапован и доведен код Бронсона.
Бронсон наређује мучење Портера, који, након што је два пута ударен чекићем у прсте на ногама, признаје где је сакрио сина. У ствари, он упућује Бронсона и следбенике у од миниран стан. У њега је уграђена бомба која ће прорадити када неко телефонира на број инсталиран у стану. Црпећи последњу снагу, рањен након мучења, Портер успева да позове овај телефон, а цела Бронсонова банда гине у снажној експлозији. Портеру остаје новац и жена коју воли.

## Улоге
| Глумац            | Улога          |
| ----------------- | -------------- |
| Мел Гибсон        | Портер         |
| Грег Хенри        | Вал Резник     |
| Марија Бело       | Роузи          |
| Луси Лу           | Перл           |
| Дебора Кара Ангер | Лин Портер     |
| Дејвид Пејмер     | Артур Стегман  |
| Бил Дјук          | детектив Хикс  |
| Џек Конли         | детектив Лири  |
| Џон Главер        | Фил            |
| Вилијам Дивејн    | Картер         |
| Џејмс Коберн      | Џастин Ферфакс |
| Крис Кристоферсон | Бронсон        |